# Eisberger Werder
Das Naturschutzgebiet Eisberger Werder liegt in der Stadt Porta Westfalica im Kreis Minden-Lübbecke. Es ist rund 30 Hektar groß und wird unter der amtlichen Bezeichnung MI-039 geführt. 

## Lage
Das Naturschutzgebiet Eisberger Werder liegt südwestlich des Ortsteiles Eisbergen und unmittelbar an der Weser.

## Ziel des Schutzes
Die Unterschutzstellung soll die Herrichtung eines großflächigen Abgrabungsgeländes zu einem Biotopkomplex als Refugium für seltene Tier- und Pflanzenarten ermöglichen. Hierbei ist besonderes Augenmerk auf die Bedeutung als Brut-, Nahrungs- und Rastplatz für Wasservögel zu legen.